# Kamp Wietmarschen

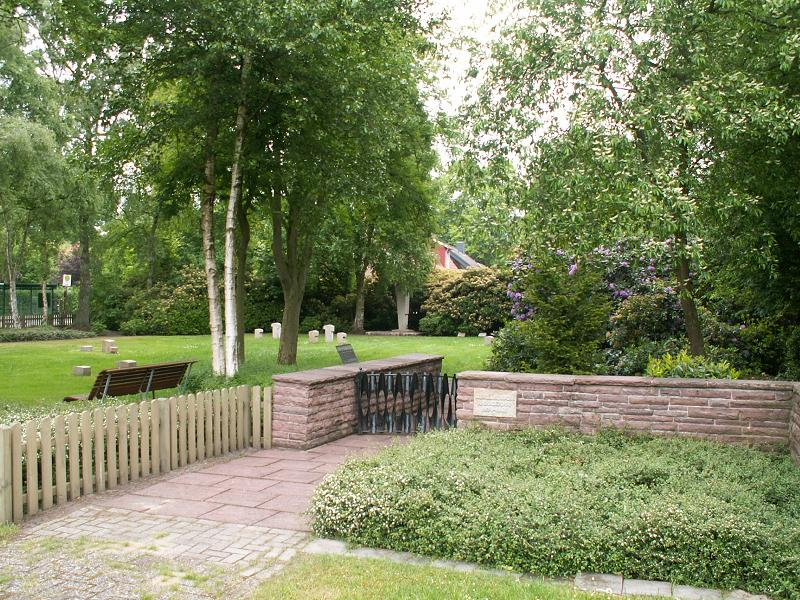
Begraafplaats Wietmarschen

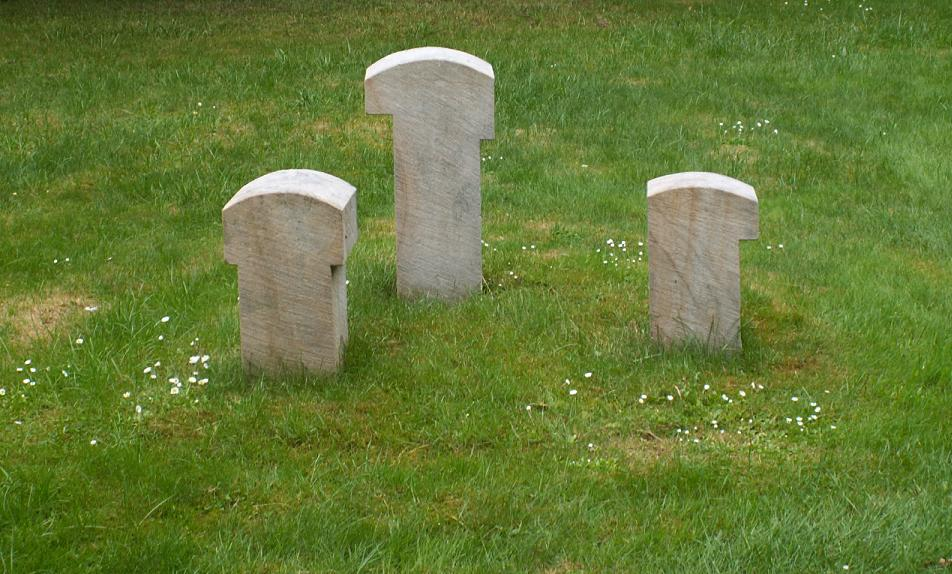
Detail begraafplaats Wietmarschen

Kamp Wietmarschen (Duits: Lager XIII Wietmarschen) was het dertiende van de vijftien Emslandlager. Lager XIII was gelegen nabij het dorp Wietmarschen tussen Nordhorn en Lingen, ongeveer veertig kilometer ten oosten van het Nederlandse Hardenberg.

## Geschiedenis
Kamp Wietmarschen werd in mei 1938 als een van de acht nieuwe strafkampen in het Emsland opgericht. Het kamp moest een bezetting van 1.000 personen aankunnen. In augustus 1938 moesten op bevel van Hitler 12.000 gevangenen en een groot aantal barakken uit de Emslandlager worden overgeplaatst naar de Westwall. Ook Kamp Wietmarschen, nog zonder gevangenen, werd hierin betrokken, maar na de conferentie van München, waarin de Duitsers zich het Sudetenland toe-eigenden, konden alle gevangenen en barakken weer terugkeren naar hun oude bestemming. In juni 1939 was de mogelijke bezetting van Kamp Wietmarschen ongeveer vijfhonderd gevangenen, maar stond het kamp verder nog altijd leeg.
September 1939 besloot het Oberkommando der Wehrmacht (OKW) het kamp, net als acht andere Emslandlager, in te richten als krijgsgevangenenkamp. Kamp Wietmarschen werd een dependance van Stalag VI C Bathorn. Aanvankelijk was het kamp verzamel- en doorgangskamp voor Poolse en West-Europese militaire krijgsgevangenen. Later, in 1941, bevonden zich hier 2.700 krijgsgevangenen uit de Sovjet-Unie. Op de officiële Duitse lijst van concentratiekampen komt Wietmarschen niet voor. In het kader van de Emslandlager werd het kamp "Lager XIII Wietmarschen" genoemd. Aangenomen wordt dat in het kamp tot de bevrijding krijgsgevangenen uit heel Europa werden gedetineerd, van wie het overgrote deel uit de Sovjet-Unie.

## Omstandigheden
De regionale overheid hoopte dat, met de toezegging van 16.000 tot 17.000 krijgsgevangenen door het OKW, vanaf begin oktober de uitval van arbeidskrachten, die door de Reichsarbeitsdienst waren opgeroepen, kon worden opgevangen. Het onderbrengen van de Sovjet-gevangenen werd zo goedkoop mogelijk gehouden. Ten gevolge van dat beleid lagen voorzieningen als verpleging, voedselvoorziening, onderdak en kleding absoluut onder het bestaansminimum. De gevolgde strategie is te vergelijken met de uitroeiingpolitiek van de Joden. In 1934 werd in Duitsland een wet aangenomen, waardoor de Joden rechteloze Untermenschen werden. De gevangenen uit de Sovjet-Unie kregen in die achtergrondgedachte later dezelfde behandeling als de Joden. Zij werden door de nazi's als beesten geschetst. Grote aantallen gevangenen stierven dan ook door honger en uitputting. Het kamp werd regelmatig van de buitenwereld afgesloten omdat er een epidemie heerste.

## Na de oorlog
In april 1945 wordt kamp Wietmarschen bevrijd. Polen die niet direct terug konden of wilden naar hun door de Sovjet-Unie bezette land hebben in 1945 nog enige tijd in het kamp gewoond. Nog steeds is in Wietmarschen de begraafplaats van het voormalige kamp. Deze wordt in de volksmond Russenkerkhof genoemd. Er bevindt zich daar een gedenksteen met de tekst: “ Ausländische Kriegstote 1939-1945" en een bronzen plaquette met de tekst: “Hier ruhen ca. 150 Tote deren Namen unbekannt sind, zum grössten Teil sowjetische Kriegsgefangene". Van twee Serviërs en twee Sovjetburgers zijn de namen bekend, die zijn hier vanuit Nordhorn in 1967 herbegraven. Van het kamp zelf is niets over. Op de plek van het kamp staat nu een deel van de huizen van het dorp Füchtenfeld.

## Dodental
In de vijftien Emslandlager hebben naar schatting 100.000 krijgsgevangenen en 80.000 politieke- en strafgevangenen moeten verblijven. Naar schatting zijn 30.000 van deze gevangenen in de Emslandlager vermoord. Voor het merendeel zijn dat Sovjet-krijgsgevangenen geweest. Deze liggen op negen begraafplaatsen en in massagraven begraven. Per kamp kan zowel qua inwonertal als ten aanzien van het dodental niets specifieks met zekerheid worden gezegd. Van de begraafplaatsen is voor een deel van de gevallen wel bekend hoeveel mensen er liggen en welke nationaliteit deze mensen hadden. Hoeveel van de 180.000 kampbewoners de oorlog hebben overleefd is onbekend. Velen zijn later in andere kampen vermoord.

## Ontsnappingen
Soms moesten de gevangenen op enkele honderden meters van de Nederlandse grens werken. Regelmatig trachten de gevangenen de Nederlandse grens over te vluchten. Bij die vluchtpogingen werd er gericht op de gevangenen geschoten. Toch zijn er enige tientallen ontsnappingen gelukt. Maar Nederland stuurde de asielzoekers in de meeste gevallen terug. Vaak betekende dat alsnog de dood van de vluchteling. In enkele gevallen, die publieke aandacht trokken, werden asielzoekers niet naar Duitsland teruggestuurd, maar naar andere landen uitgewezen.